# ليندسي كولينز
ليندسي كولينز (بالإنجليزية: Lindsay Collins)‏ هو جيولوجي أسترالي، ولد في 19 فبراير 1944، وتوفي في 2 سبتمبر 2015.